# الصباح التالي (فلم)
فيلم قصير للمخرج أحمد رشوان أنتج عام 2002، قصة مصطفى نصر.
وسيناريو وحوار أحمد رشوان.
ويعتبر فيلم الصباح التالي هو أول أفلام أحمد رشوان كمنتج في إطار منظومة السينما المستقلة، تبعه بفيلم «قانون الصدفة، وفيلم أبدا لم نفارقه من إخراجه وإنتاجه، وكذلك أنتج فيلم بدون مكياج للمخرج حسام نور الدين. ومؤخرا الفيلم الروائي الطويل بصرة» 2008 «كمنتج منفذ.».

## قصة الفيلم
رجل وامرأة ينتميان لعالمان مختلفان، يلتقيان بالمصادفة في مستشفى ريفي صغير. في لحظة مسروقة تتلاقى مشاعرهما. لكن ماذا يحدث عندما تتبدد ظلمة الليل، ويأتي الصباح التالي؟.

## الممثلون
- كارولين خليل
- أكرم مصطفى
- حنان مطاوع
- نهير أمين
- أسامة إبراهيم

## وصلات خارجية
- مقالات تستعمل روابط فنية بلا صلة مع ويكي بيانات
- الموقع الرسمي
- التالي» في قاعدة بيانات الأفلام العربية